# مليونير متشرد (فلم)
 المليونير المتشرد  (بالإنجليزية: Slumdog Millionaire) هو فيلم بريطاني من إنتاج عام 2008 م، ومن إخراج داني بويل (بالإنجليزية: Danny Boyle) والنص لـ سايمون بوفوي (بالإنجليزية: Simon Beaufoy) والنص مقتبس عن رواية للكاتب والدبلوماسي الهندي فيكاس سوارب (بالإنجليزية: Vikas Swarup) والتي تحمل العنوان «سؤال وجواب» (بالإنجليزية: Q & A) وذلك بعد إجراء بعض التعديلات على تفاصيل الرواية. يحكي الفيلم قصة جمال مالك، الشاب الفقير غير المتعلم الذي نشأ في الأحياء العشوائية (الأحياء المشاع) في الهند، وتحديداً في بومباي، حيث يشارك جمال في النسخة الهندية من برنامج من سيربح المليون ليدهش الجميع بإجابته على الأسئلة سؤالًا بعد سؤال. وليثير أيضًا شك مقدم البرنامج الذي لا يقف صامتًا أمام الفوز المتكرر لجمال.

## الحبكة
يبدأ الفيلم بسؤال متعدد الخيارات يتم توجيهه للمشاهد والسؤال يقول: "جمال مالك على بعد سؤال واحد من الفوز بسؤال العشرين مليون روبية فكيف استطاع أن يفعل ذلك:
- (1)- غشّ في اللعبة.
- (2)- جمال محظوظ.
- (3)- جمال عبقري.
- (4)- إنه القدر.

ثم تبدأ أحداث الفيلم بمشهد جمال في مخفر للشرطة، يتم استجوابه بطريقة عنيفة بسبب شك الشرطة في أن جمال قام بالغش أثناء إجابته عن الأسئلة المطروحة عليه في برنامج من سيربح المليون؟ بنسخته الهندية. 
 ثم يبدأ ضابط المخفر المناوب بالاستماع إلى قصة جمال وكيف استطاع الأخير الإجابة على الأسئلة التي أوصلته إلى جائزة العشرة ملايين روبية، يقوم الاثنان بمتابعة نسخة مسجلة عن حلقة البرنامج التي اشترك بها جمال ومع مشاهدة كل سؤال يقوم جمال بتبرير معرفته لجواب السؤال، بطريقة العرض الاسترجاعيّ للأحداث للضابط المناوب بحيث يسرد علينا وقائع حياته منذ مرحلة الطفولة وصولا إلى اليوم، وبعد انتهاء الاستجواب يتم الإفراج عن جمال ليقوم بإتمام تصوير الحلقة الثانية من البرنامج والذي يتم عرضه على الهواء مباشرة وليقوم بالإجابة على سؤال العشرين مليون روبية. 
 ينتهي الفيلم بعد سلسة من الأحداث الموازية في حدوثها لزمن عرض الحلقة الثانية من البرنامج وفي النهاية ينتهي الفيلم بعبارة «(4) - إنه القدر» وذلك كإجابة عن السؤال الذي تم طرحه في بداية الفيلم والذي يقول: «جمال مالك على بعد سؤال واحد من الفوز بسؤال العشرين مليون روبية فكيف استطاع أن يفعل ذلك:»

## أحداث الفيلم والأسئلة المطروحة
يبدأ الفيلم وجمال في مخفر للشرطة يتم تعذيبه من قبل أحد عناصر الشرطة الهندية ليعترف لهم كيف استطاع الإجابة على الأسئلة الموجهة إليه خلال مشاركته في برنامج من سيربح المليون بنسخته الهندية، خاصة وأنه فتى مشرد قادم من الأحياء المشاع في بومباي مما أدى إلى تعاظم شك الشرطة في كون جمال غش أثناء البرنامج، وأثناء التعذيب والاستجواب يتذكر جمال مجريات ظهوره في برنامج من سيربح المليون والتي بدأت بترحيب مقدم البرنامج له وسؤاله إياه عن اسمه الكامل وعمله ولا يتردد مقدم البرنامج بالاستهزاء بشخص جمال خاصة وبعد أن يكتشف بأن جمال يعمل في شركة اتصالات هاتفية في قسم التسويق الهاتفي كعامل شاي «شاي ولاه».
 تعود كاميرا المخرج إلى غرفة التعذيب وذلك مع دخول الضابط المناوب إلى الغرفة حيث يحاول الأخير إقناع جمال بالاعتراف بكيفية غشه في المسابقة إلا أن جمال يبقى مصرًا بأنه لم يغش مما دفع الضابط إلى تعذيبه بالصعقات الكهربائية ولكن وبسبب الإرهاق الشديد الذي أصاب جسد جمال فإن الضابط يكتفي بهذا القدر من التعذيب وذلك خوفا من ردة فعل المنظمات الدولية والمعنية بحقوق الإنسان على طريقة الاستجواب التي اتبعها ويطلب بأن يتم إحضار جمال إلى غرفته.
 يعود جمال في أثناء اقتياده إلى مكتب الضابط المناوب بذاكرته إلى أيام طفولته حيث كان يلعب مع أخيه سالم وبقية أولاد حيه الفقير على الأرصفة التابعة لمطار بومباي والمخصصة لهبوط الطائرات وكيف كانت عناصر الشرطة تمنعهم من اللعب هناك وتلاحقهم بغية القبض عليهم وتأديبهم وهنا تقوم كاميرا المخرج وأثناء تصويرها لعملية مطاردة الشرطة للأطفال بتصوير الأحياء الشعبية المشاع التي كان يعيش فيها جمال بحواريها وممراتها الضيقة وبيوتها الطينية والخشبية ذات السقوف المعدنية المهترءة ومكبات النفايات المتحلقة حول تلك الأحياء بالإضافة إلى مظاهر الفقر التي تعم مثل تلك الأحياء وينتهي المشهد بقيام أم الولدين جمال وسالم بالاعتذار لعنصر الشرطة عما بدر من طفليها.
 يعود جمال أيضا بذاكرته إلى المدرسة التي كان يدرس فيها هو وأخوه سالم ليتذكر كيف أنه وأخوه كانا يُشبهان نفسيهما بفارسي قصة الفرسان الثلاثة أتوس وبروتوس.

### سؤال الـ 1.000روبية
بعد أن يتم اقتياد جمال إلى مكتب الضابط المناوب يقوم الشرطي بتشغيل جهاز التلفاز ليشاهد الضابط المناوب وجمال النسخة المسجلة عن الحلقة التي شارك بها جمال بحيث يقوم الأخير بتبرير معرفته الإجابة الصحيحة لكل سؤال تم توجيهه إليه في تلك المسابقة. ويبدأ السؤال الأول والذي قيمته 1000 روبية بالظهور «من كان بطل فيلم الأكشن زانجر الذي تم إنتاجه عام 1973؟» هنا يعود جمال مرة أخرى بذاكرته إلى أيام طفولته ويخبر الضابط عن وقائع حدثت معه جعلته يعرف الجواب الصحيح لهذا السؤال حيث أنه شخصيا استطاع أن يحصل على توقيع هذا الممثل «أميتاب باتشان» المشهور وذلك في إحدى المرات التي هبط فيها أميتاب بطائرته المروحية الخاصة على مدرج الطائرات التابع للمطار القريب من مكان سكنهم إلا أنه وللأسف فقدْ فقدَ جمال ذلك التوقيع بعد قيام أخيه سليم ببيع التوقيع مقابل حفنة من المال.

### سؤال الـ 4.000روبية
يبدأ السؤال التالي بالظهور على شاشة التلفاز المقابلة لكل من جمال والضابط «ما العبارة الشهيرة المكتوبة تحت صورة الأسود الثلاثة التي نراها على العلم الهندي؟» هنا نرى جمال يقع في حيرة من أمره وذلك لأنه لا يعلم الإجابة على هذا السؤال مما يجبره على طلب مساعدة الجمهور، يستغرب الضابط من تصرف جمال وعدم علمه بالعبارة الشهيرة المكتوبة تحت الصورة رغم أن هذا السؤال سهل جدا وهنا يعلل جمال عدم معرفته بالسؤال بأن كل شخص له ميدانه من المعلومات التي يعرفها، فربما ابنة الضابط ذات الخمس سنوات تعرف الإجابة على هذا السؤال ولكنها لن تعرف أبدا الإجابة على سؤال كم ثمن البانيبورا؟ (البانيبورا: حلويات شعبية جدا في الهند) أو من سرق دراجة الشرطي في الأسبوع الماضي؟ رغم أن هذه الأسئلة كل شخص في جوهو (مكان سكن جمال) يعرف الإجابة عليها حتى ابن الخمس سنوات.

### سؤال الـ 16.000روبية
تتغير صورة التلفاز لتظهر لنا السؤال التالي والذي قيمته 16000 روبية «عند تجسيد صورة الإله راما، يظهر الإله حاملا بيده ماذا؟» هنا تقفز ذاكرة جمال إلى حيه الفقير وإلى صورة أمه التي قتلت على أيدي معتنقي الديانة الهندوسية في عامي 1992-1993 حيث قام معتنقي الديانة الهندوسية بمهاجمة معتنقي الديانة الإسلامية مما نتج عن ذلك موجة هائلة من أعمال الشغب بين معتنقي الديانتين.
 يخبر جمال الضابط عن مجريات ذلك النهار وعن كيفية هروبه هو وأخوه وإحدى الفتيات من أعمال الشغب هذه، وذلك بعد أن شهد أمه تضرب وتقتل، وكيف أنه وخلال هروبه شاهد فتاة هندوسية صغيرة وقد زينها أهلها وألبسوها لباس الإله راما وكيف أنها كانت تحمل بيدها قوسا وسهما وبأن هذه الذكرى هي التي جعلته قادرا على الإجابة عن السؤال الوارد في المسابقة، وبنهي جمال حديثه كيف أن الفتاة لاتيكا التي هربت معهم أصبحت صديقتهما (صديقة جمال وسالم) منذ ذلك الوقت، حيث اعتبرها الاثنان الفارس الثالث المكمل لهما وذلك تيمنا بقصة الفرسان الثلاثة بحيث تصبح الثلة مؤلفة من: أتوس ويمثله جمال، وبروتوس ويمثله سالم، والفارس الثالث الذي لم يكونوا على علم باسمه وتمثله الفتاة لاتيكا.

### سؤال الـ 250.000روبية
يعود التلفاز الصغير لعرض تفاصيل السؤال التالي والذي يقول: «دارغان دو غنشان أغنية هندية كتبها شاعر هندي شهير، ما اسمه؟» يعود جمال بشرحه لسبب معرفته للإجابة إلى الأحداث التي تلت هروبه مع أخيه والفتاة لاتيكا ليخبره عن حياتهم التي قضوها بين مكبات النفايات يجمعون القمامة وكيف أنه بأحد الأيام قدم إليهم رجل اسمه مامان اكتشفوا فيما بعد بأنه زعيم لإحدى العصابات التي تستخدم الأطفال المشردين في أعمالها حيث ترسلهم إلى التسول في الشوارع بغية كسب المال.
وكيف أن مامان قام بأخذهم إلى مخبأه ليعلمهم التسول ويستفيد منهم وكيف أنه كان يجعلهم يحفظون أغنية دارغان دو غنشان ليقوموا بغنائها أثناء تسولهم وكيف أن مامان لم يكن ليتورع حتى في إفقاد الأولاد لأبصارهم بغية الحصول على مال أكثر وذلك لأن الأطفال الضريرين يرجعون بغلة أكبر من الأطفال السليمين.
 وعندما حان دور جمال في عملية وسم العينين قام أخوه سالم بإنقاذه وتهريبه إلا أن الفتاة لاتيكا لم تستطع أن تلحق بهم مما أدى إلى بقائها عند مامان. ومن هنا تأتي أسباب معرفة جمال لكاتب هذه الأغنية الشاعر سورداس وتكون هذه الإجابة سببا في ربح جمال ل سؤال الـ 250000 روبية.

### سؤال الـ 1.000.000روبية
يستمر جمال بسرد وقائع ما جرى له ولأخيه بعد هروبهما من مامان وعن كيفية تشردهما في محطات القطارات وعملهما كبائعين متجولين بالإضافة إلى وصولهما إلى تاج محل حيث كانوا يقومون بكل ما فيه كسب للعيش ابتداءً من السرقة وانتهاءً بمرافقة الأجانب في زياراتهم لمعالم الهند الأثرية وتقاضيهم أجورا سخية عن مثل هذه الخدمات وبالعملة الأجنبية.
هنا يظهر على شاشة التلفاز السؤال التالي: «على ورقة الدولار فئة المائة تظهر صورة لرجل سياسي شهير، ما اسمه؟» ويقوم جمال بالإجابة عن هذا السؤال ليكسب بذلك مليون روبية.
 يفسر جمال معرفته لهذه الإجابة بأنه في أحد الأيام قرر بان يعود إلى الأحياء الفقيرة المشاع بحثا عن صديقة طفولته لاتيكا وأثناء بحثه يلتقي جمال بالشاب الضرير الذي تمت عملية وسم عينيه حينما كانوا أطفالا حيث رغب بأن يكرمه فأعطاه أكبر ورقة مالية لديه وكانت ورقة الدولار من فئة المائة ورغبة من الضرير في التأكد من أن جمال قد ناوله 100 دولار حقا يسأله عن شكلها وبعد أن يقوم جمال بوصف الورقة يتأكد الضرير من صحة أقوال جمال ويخبره بأن الرجل الذي وصفه له هو بنجامين فرانكلين.

### سؤال الـ 2.500.000روبية
يتعرف الشاب الضرير على جمال من خلال صوته ويدله على مكان تواجد لاتيكا التي تعمل الآن مع مامان في مجال الرقص والترفيه عن الرجال والتي أصبح لها اسم جديد تشري.

يرافق سالم (أخو جمال) جمال في مهمة إنقاذ لاتيكا وبعد أن يجداها ويحاولان تهريبها يعترض مامان طريقهما فما كان من سالم إلا أن قام بقتله مستخدما مسدسا كان بحوزته من النوع كولت، أي التي ابتكرها صاموئيل كولت.

وهذا ما أدى إلى معرفة جمال لجواب السؤال الذي يقول «من هو مخترع المسدسات ذات الساقية الدوارة؟» والذي كسب من خلاله ال 2.5 مليون روبية.

### سؤال الـ 5.000.000روبية
بعد هروب الثلاثة من رجال مامان يذهبون إلى فندق ويستأجرون لأنفسهم غرفة وفي هذه الأثناء يفكر سالم بأن يستفيد من حادثة قتله لمامان فيقرر الذهاب إلى جافيد الذي هو أيضا زعيم لإحدى العصابات والذي يعتبر مامان عدوا له وبالفعل يصبح سالم الفتى الذي يعتمد عليه جافيد. يعود سالم إلى الغرفة ويتشاجر مع جمال بسبب الفتاة لاتيكا مما يؤدي إلى افتراق جمال عن أخيه سالم وعن الفتاة التي أحبها لاتيكا والتي استسلمت لقدرها مع سالم.

هنا يبدو الضابط وكأنه بدأ يتعاطف مع جمال وقصته ويسأله عن كيفية وصوله ومشاركته في برنامج من سيربح المليون بدأ جمال بسرد أحداث عمله كفتى للشاي «شاي ولاه» في شركة الاتصالات وكيف أنه كان يسمع الكثير من المعلومات التي بات يحفظها عن ظهر قلب وكيف أن جميع العاملين هناك كانوا مولعين جدا بمشاهدة هذا البرنامج وكل واحد منهم كان يود المشاركة فيه بينما لم يكن جمال ليكترث بالبرنامج لو لم يحدث معه التالي:

في أحد الأيام طلب أحد العمال من جمال أن يحل محله لبعض الدقائق على جهاز الحاسوب ريثما يحاول الاتصال ببرنامج من سيربح المليون على أمل المشاركة به، وبالفعل جلس جمال على الحاسوب ودخل إلى بياناته واستطاع الحصول على رقم أخيه سليم. في هذه الأثناء يقوم التلفاز الصغير المتواجد في غرفة التحقيق بعرض السؤال التالي: «ما اسم المدينة البريطانية التي فيها سيرك كامبريدج؟».

وبسبب المعلومات التي كان يسمعها جمال من قسم التسويق في شركة الاتصالات التي كان يعمل بها استطاع أن يستنتج بأن السيرك يقام في مدينة لندن، مما أدى إلى فوزه بجائزة الـ 5 ملايين روبية.

يتابع جمال سرد القصة للضابط فبعد حصول جمال على رقم أخيه سالم يذهب لزيارته وبعد أن يعاتب أخاه على ما حدث في الماضي يعرض عليه أخوه الذي أصبح اليد اليمنى لجافيد المكوث في شقته وعند سؤال جمال أخيه سالم عن لاتيكا قام سالم بإنكار معرفته بمكان سكنها. يذهب جمال إلى شقة سالم وفي اليوم التالي يرافقه خلسة إلى بيت جافيد ليكتشف بأن لاتيكا تعمل عند جافيد، يستطيع جمال الدخول إلى البيت الفخم ومقابلة لاتيكا بحجة أنه غاسل الصحون الجديد، وبينما الاثنان في المطبخ يحاول جمال إقناع لاتيكا بالهروب معه إلا أنها ترفض العرض وأثناء حديثهما وبينما التلفاز يعرض إحدى حلقات برنامج من سيربح المليون الذي تحب مشاهدته لاتيكا يدخل جافيد ويقاطعهما ومن ثم يطرد جمال من البيت الذي يهمس في أذن لاتيكا قبيل ذهابه بأنه سيكون في انتظارها في محطة القطارات كل يوم في الساعة الخامسة إلى أن تأتي.

### سؤال الـ 10.000.000روبية
يعود التلفاز لعرض السؤال التالي الذي قيمته 10 ملايين روبية «من هو لاعب الكريكيت الذي أحرز أسرع ضربة في التاريخ؟» هنا يصل جمال إلى حيرة كبيرة لأنه ليس على معرفة بجواب هذا السؤال ولكن تذكره لحبيبته لاتيكا وإمكانية بأنها قد تكون متابعة لهذه الحلقة من البرنامج دفعه إلى الاستمرار بالمسابقة وقبل أن يستمر العرض يتدخل المقدم لقطع العرض لدقائق بغية الخروج ببعض الإعلانات الدعائية.

يتابع جمال سرده ويخبر الضابط عن أيام انتظاره لحبيبته لاتيكا في محطة القطارات وكيف أنها في أحد الأيام ظهرت في المحطة وكان على وشك اللقاء بها لولا ظهور أخيه سليم الذي قام بإجبارها على الرجوع معه إلى جافيد. ثم يتابع جمال بسرد ما حدث معه في كواليس برنامج من سيربح المليون وكيف أن مقدم البرنامج وخلال الاستراحة، عندما كان الاثنان في دورة المياه، قام بمحاولة تغشيش جمال مدعيا بأنه يريد أن يساعده وذلك عن طريق كتابة الاحتمال الذي يجب على جمال قوله ليكسب سؤال الـ 10 ملايين روبية والذي هو الاحتمال (2) على مرآة حوض غسيل اليدين ليتسنى لجمال قراءة الاحتمال فور خروجه من الحمام.

يعود الاثنان إلى أستوديو التصوير ويعاود البرنامج بثه الحي مع السؤال «من هو لاعب الكريكيت الذي أحرز أسرع ضربة في التاريخ؟» يحاول هنا جمال حصر تفكيره ويتردد في استعمال الإجابة التي تركها له المقدم على مرآة دورة المياه لذا فهو يختار بان يقوم بالاستفادة من وسيلة المساعدة حذف إجابتين وبالفعل يقوم الحاسوب بحذف إجابتين من الإجابات الأربع ليبقى جمال أمام الاحتمالين إما الإجابة رقم (2) أو الإجابة رقم (4) وهنا يقرر جمال عدم الأخذ بنصيحة مقدم البرنامج وإنما يفضل أن يجاوب على السؤال بالإجابة رقم (4) وبالفعل يتم تثبيت الإجابة ولحسن الحظ تكون الإجابة الصحيحة هي الإجابة رقم (4) - جاك هوبز.

يصبح الآن جمال على بعد لحظات من السؤال الأخير والذي قيمته 20 مليون روبية وهنا يقرر جمال الاستمرار وعدم الاكتفاء بالـ 10 مليون روبية التي للتو ربحها ولكن وقبل طرح السؤال الأخير يدق جرس البرنامج منبئاً بنهاية مدة البرنامج وليبقى السؤال قيد الطرح إلى اليوم التالي. ينتهي العرض ويقوم مقدم البرنامج بتسليم جمال إلى شرطة بومباي لأنه يشك بأن جمال كان يغش أثناء المسابقة وهكذا تم اقتياد جمال إلى المخفر ليتم التحقيق معه.

تنتهي جلسة الاستجواب باقتناع الضابط بصدق رواية جمال حيث يفرج عنه، وقبل افتراق جمال عن الضابط يعترف جمال للضابط بأن فكرة مشاركته في البرنامج كان سببها احتمالية متابعة لاتيكا للبرنامج.

وبالفعل فنشرات الأخبار كلها تصبح مشغولة ببث نبأ وصول الشاب جمال مالك إلى سؤال الـ 20 مليون روبية ويصل الخبر إلى لاتيكا التي تكون مع جافيد وسليم في حفلة ساهرة وبعد أن يشاهد سالم (أخو جمال) للنشرة يقرر مساعدة لاتيكا في الهروب من جافيد والذهاب إلى جمال، فيعطيها مفاتيح سيارته بالإضافة إلى هاتفه الخلوي ونصحها بأن ترحل فورا وهكذا أخذت لاتيكا المفاتيح والهاتف وركبت السيارة واتجهت إلى مبنى الأستوديو حيث يتم تصوير وبث البرنامج من داخله ولكن وبسبب زحمة الشوارع والطرقات واهتياج الشوارع والعامة في متابعة البرنامج لم تستطع لاتيكا الوصول إلى المبنى فقررت النزول ومتابعة الحلقة مع العامة في الشارع.

### سؤال الـ 20.000.000روبية
يصل جمال إلى مبنى التصوير بعد رحلة طويلة بسبب زحمة الطرقات ويبتدئ العرض بسؤال الـ 20 مليون روبية والذي يقول «في كتاب ألكسندر دوماس الفرسان الثلاثة اثنان من الفرسان يعرفان باسم أتوس وبروتوس، ما كان اسم الفارس الثالث؟» ورغم جهل جمال بالجواب إلا أنه يقرر الاستمرار خاصة وأنه شعر بأن هذا السؤال أتاه ليسخر منه ومن قصته الشخصية مع قصة الفرسان الثلاثة، يطلب جمال الاستفادة من وسيلة المساعدة الأخيرة المتبقية له ألا وهي الاتصال بصديق ويتم طلب رقم سليم (أخو جمال) ويبدأ الهاتف بالرنين هنا تتذكر لاتيكا بأن هاتف سليم معها ولكنه بقي في السيارة فسارعت إلى السيارة وجاوبت على الهاتف ليفاجئ كل من المقدم وجمال بصوت لاتيكا، يتبادل جمال ولاتيكا بعض العبارات، ويقوم بسؤالها فيما إذا كانت تعرف الإجابة إلا أنها وللأسف تخبره بأنها لا تعرف وهكذا يبقى جمال بمواجهة السؤال وحيدا وتبقى لاتيكا على أمل أن تلتقي بجمال بعد البرنامج بينما يكون سالم (أخو جمال) في هذه الأثناء بانتظار دخول جافيد عليه ليقوم بقتله بالمسدس انتقاما لكل ما حدث معه ومع أخيه وأصدقائهم ويستسلم من بعدها لموته على أيدي رجال جافيد.

يقرر جمال خوض الرهان على السؤال الأخير ويختار الإجابة (1) – أراميس كجواب صحيح عن السؤال وبالفعل تكون الإجابة صحيحة وتكسبه الجائزة الكبرى في البرنامج ويكسب جمال 20 مليون روبية.

### خاتمة الفيلم
يخرج جمال من المبنى ويذهب إلى محطة القطارات حيث يلتقي مع حبيبته لاتيكا وينتهي الفيلم بعبارة:

«(4) - إنه القدر»

وذلك كإجابة عن السؤال الذي تم طرحه في بداية الفيلم والذي يقول:

«جمال مالك على بعد سؤال واحد من الفوز بسؤال العشرين مليون روبية فكيف استطاع أن يفعل ذلك:».

## مواقع التصوير
تم تصوير الفيلم بالكامل في الهند وأهم مواقع التصوير هي:
- أغرة، أوتار براديش، الهند
- مومباي، ماهاراشترا، الهند
- وضاحية جوهو في مومباي

## الموسيقى
قام بالتأليف الموسيقي لموسيقى الفيلم المؤلف والملحن إيه. آر. رحمان، وقد فاز المؤلف وأغانيه بعدة جوائز (انظر في بند الجوائز)، كما أن الفيلم استخدم الموسيقى المرافقة عادة لبرنامج المسابقات الشهير «من سيربح المليون؟» وهذه قائمة بأسماء الأغاني والقطع الموسيقية التصويرية التي رافقت الفيلم:
| اسم الأغنية                     | الاسم بالإنكليزية                         | معلومات                                                                             | معلومات                                                                             | معلومات                                                                    |
| "أو... سايا "                   | "O... Saya"                               | تأليف وأداء: إيه. آر. رحمان ومايا أرولبراغازام                                      | تأليف وأداء: إيه. آر. رحمان ومايا أرولبراغازام                                      | إنتاج: إيه. آر. رحمان                                                      |
| "ريوتس"                         | "Riots"                                   | تأليف: إيه. آر. رحمان                                                               | تأليف: إيه. آر. رحمان                                                               | تأليف: إيه. آر. رحمان                                                      |
| " ماوسام & إسكيب "              | "Mausam & Escape"                         | تأليف: إيه. آر. رحمان                                                               | تأليف: إيه. آر. رحمان                                                               | تأليف: إيه. آر. رحمان                                                      |
| "بيبار بلانس"                   | "Paper Planes"                            | تأليف: مايا أرولبراغازام، توبر هيدون، ميك جونز، ويسلي بينتس، بول سيمونون، جو سترومر | تأليف: مايا أرولبراغازام، توبر هيدون، ميك جونز، ويسلي بينتس، بول سيمونون، جو سترومر | أداء: مايا أرولبراغازام                                                    |
| "بيبار بلانس" (دي إف أي ريميكس) | "Paper Planes" (DFA Remix)                | تأليف: مايا أرولبراغازام، توبر هيدون، ميك جونز، ويسلي بينتس، بول سيمونون، جو سترومر | تأليف: مايا أرولبراغازام، توبر هيدون، ميك جونز، ويسلي بينتس، بول سيمونون، جو سترومر | أداء: مايا أرولبراغازام                                                    |
| "رينغا رينغا "                  | "Ringa Ringa"                             | تأليف: إيه. آر. رحمان                                                               | كلمات: راكيب آلام                                                                   | أداء: ألكا ياغنبك وآيلا أرون                                               |
| "ليكويد دانس"                   | "Liquid Dance"                            | تأليف: إيه. آر. رحمان                                                               | أداء: بالاكاد يريرام، مادهوميتا                                                     | أداء: بالاكاد يريرام، مادهوميتا                                            |
| "لاتيكا ثيم "                   | "Latika's Theme"                          | تأليف: إيه. آر. رحمان                                                               | أداء: سوزان دي ميلو                                                                 | أداء: سوزان دي ميلو                                                        |
| "أيج كي رات "                   | "Aaj Ki Raat"                             | تأليف: شانكار ماهاديفان، إحسان نوراني، لوي ميندونسا                                 | كلمات: جافيد أخطار                                                                  | أداء: سونو نجم، ماهالاكشمي، أليشا تشينوي                                   |
| "مليونير"                       | "Millionair"                              | تأليف: إيه. آر. رحمان                                                               | أداء: مادهوميتا                                                                     | أداء: مادهوميتا                                                            |
| "غانغستا بلوز "                 | "Gangsta Blues"                           | تأليف: إيه. آر. رحمان                                                               | كلمات: بلاز                                                                         | أداء: بلاز، تانفي شاه                                                      |
| "دريمز أون فاير"                | "Dreams on Fire"                          | تأليف: إيه. آر. رحمان                                                               | أداء: سوزان دي ميلو                                                                 | أداء: سوزان دي ميلو                                                        |
| "جاي هو "                       | "Jai Ho"                                  | تأليف: إيه. آر. رحمان                                                               | كلمات: غولزار                                                                       | أداء: سوهفيندر سينغ، تانفي شاه، فيياي براكاش                               |
| "غلوك: نومر 43"                 | "Gluck: No.43" (AIR) (Orphée et Eurydice) | تأليف موسيقي: فيليبالد غلوك                                                         | أداء: أوركسترا لاموريكس مَع هانز روزباود وليوبولد سيمون ومجموعة ديكا ميوزيك          | أداء: أوركسترا لاموريكس مَع هانز روزباود وليوبولد سيمون ومجموعة ديكا ميوزيك |
| "هو وونتس تو بي أ مليونير"      | "Who Wants To Be A Millionaire"           | تأليف: كيث وماثيو ستراخان                                                           | تأليف: كيث وماثيو ستراخان                                                           | تأليف: كيث وماثيو ستراخان                                                  |

## المهرجانات
شارك الفيلم في عدد من المهرجانات السينمائية التي مهدت لانطلاقته وشهرته فيما بعد وكان أول عرض للفيلم بتاريخ 7 سبتمبر 2008 وذلك في مهرجان تيلوريد السينمائي في الولايات المتحدة الأمريكية. وهذه قائمة بالمهرجانات التي شارك فيها الفيلم:
| اسم المهرجان                                     | البلد                      | تاريخ المشاركة | وحصد فيه الجائزة أو الجوائز التالية: |
| مهرجان تيلوريد السينمائي                         | الولايات المتحدة الأمريكية | 30 أغسطس 2008  | ـ                                    |
| مهرجان تورنتو السينمائي                          | كندا                       | 7 سبتمبر 2008  | جائزة اختيار الجمهور                 |
| مهرجان أوستن السينمائي                           | الولايات المتحدة الأمريكية | 17 أكتوبر 2008 | جائزة الجمهور                        |
| مهرجان شيكاغو السينمائي الدولي                   | الولايات المتحدة الأمريكية | 19 أكتوبر 2008 | جائزة اخيتار الجمهور                 |
| مهرجان لندن السينمائي                            | المملكة المتحدة            | 31 أكتوبر 2008 | ـ                                    |
| مهرجان أي إف آي معهد الأفلام الأمريكية السينمائي | الولايات المتحدة الأمريكية | 7 نوفمبر 2008  | ـ                                    |
| مهرجان مجلس فنون السينمائي الهندوأمريكي          | الولايات المتحدة الأمريكية | 8 نوفمبر 2008  | ـ                                    |
| مهرجان أوسلو السينمائي الدولي                    | النرويج                    | 20 نوفمبر 2008 | ـ                                    |
| مهرجان سانت لويس السينمائي الدولي                | الولايات المتحدة الأمريكية | 23 نوفمبر 2008 | جائزة اختيار الجمهور                 |
| مهرجان غوتينبيرغ السينمائي                       | السويد                     | 23 يناير 2009  | ـ                                    |
| مهرجان روتردام السينمائي الدولي                  | هولندا                     | 1 فبراير 2009  | جائزة الجمهور وجائزة موفي زون        |
| مهرجان يوباري السينمائي الدولي الرائع            | اليابان                    | 1 مارس 2009    | ـ                                    |

## ردود الأفعال
- حقق الفيلم نجاحاً مدوياً فاق كل التوقعات وحظى باستقبال حافل من النقاد والجماهير على السواء. فقد حصل في موقع الطماطم الفاسدة (بالإنجليزية: Rotten Tomatoes)على نسبة 94% من آراء النقاد، كما حصل في موقع إنترنت موفي داتابيز (بالإنجليزية: IMDB) على درجة 8.6 من عشرة، مما أهل الفيلم لدخول قائمة أفضل 250 فيلم في تاريخ السينما الخاصة بالموقع.
- حظيت كلمة " Jai Ho" وهي كلمة من اللغة الهندية تعبر عن فرحة النصر أو بمعنى «وصل إلى الهدف» على شعبية كبيرة في اللغة الإنكليزية، حيث كانت الكلمة رقم 999999 التي تتردد أكثر من 25 ألف مرة على شبكة الإنترنت.[4]

## الجوائز
حظي الفيلم باستقبال جيد في المهرجانات السينمائية، ورشح وفاز بالعديد من الجوائز المهمة، حيث فاز ب 8 جوائز أوسكار و87 جائزة أخرى بالإضافة إلى ترشيحه ل 33 جائزة
وهذا جدول الجوائز والترشيحات:
| جوائز الأكاديمية، الولايات المتحدة الأمريكية                                |         |                                               | |
| عام                                                                         | النتيجة | الجائزة                                       | عن الفئة / المتلقي |
| 2009                                                                        | فاز بـ  | جائزة أوسكار                                  | أفضل إنجاز في التصوير السينمائي أنطوني دود مانتيل |
| 2009                                                                        | فاز بـ  | جائزة أوسكار                                  | أفضل إنجاز في الإخراج داني بويل |
| 2009                                                                        | فاز بـ  | جائزة أوسكار                                  | أفضل إنجاز في التوليف كريس ديكنز |
| 2009                                                                        | فاز بـ  | جائزة أوسكار                                  | أفضل إنجاز في التأليف الموسيقي لفيلم (تأليف أساسي) إيه. آر. رحمان |
| 2009                                                                        | فاز بـ  | جائزة أوسكار                                  | أفضل إنجاز في التأليف الموسيقي لفيلم (أغنية أساسية) إيه. آر. رحمان (موسيقى) غولزار (كلمات) عن أغنية " يا هو "                                                                              |
| 2009                                                                        | فاز بـ  | جائزة أوسكار                                  | أفضل إنجاز في الهندسة الصوتية يان تاب ريتشارد برايك ريسول بوكوتي |
| 2009                                                                        | فاز بـ  | جائزة أوسكار                                  | أفضل تصوير لهذا العام كريستيان كولسون |
| 2009                                                                        | فاز بـ  | جائزة أوسكار                                  | أفضل سيناريو (اعتمادا على مواد سبق وأنتجت أو تم نشرها) سايمون بوفوي |
| 2009                                                                        | ترشح لـ | جائزة أوسكار                                  | أفضل إنجاز في التأليف الموسيقي لفيلم (أغنية أساسية) إيه. آر. رحمان مايا أرولبراغازام عن أغنية " أو سايا "                                                                                  |
| 2009                                                                        | ترشح لـ | جائزة أوسكار                                  | أفضل إنجاز في التوليف الصوتي توم سايرز غلين فريمانتل |
| مولفو السينما الأمريكان، الولايات المتحدة الأمريكية                         |         |                                               | |
| عام                                                                         | النتيجة | الجائزة                                       | عن الفئة / المتلقي |
| 2009                                                                        | فاز بـ  | جائزة إيدي                                    | أفضل توليف لفيلم دراما كريس ديكنز |
| مجتمع مصورو السينما الأمريكان، الولايات المتحدة الأمريكية                   |         |                                               | |
| عام                                                                         | النتيجة | الجائزة                                       | عن الفئة / المتلقي |
| 2009                                                                        | فاز بـ  | جائزة مجتمع مصورو السينما الأمريكان           | أبرز إنجاز في الصناعة السينمائية (الإصدارات المسرحية) أنطوني دود مانتيل |
| نقابة المخرجين                                                              |         |                                               | |
| عام                                                                         | النتيجة | الجائزة                                       | عن الفئة / المتلقي |
| 2009                                                                        | فاز بـ  | جائزة الامتياز في التصميم الإخراجي            | الأفلام المعاصرة مارك دكبي (مصمم إنتاج) |
| مهرجان أوستن السينمائي                                                      |         |                                               | |
| عام                                                                         | النتيجة | الجائزة                                       | عن الفئة / المتلقي |
| 2008                                                                        | فاز بـ  | جائزة الجمهور                                 | خارج اطار المنافسة داني بويل (مخرج) سايمون بوفوي (كاتب) |
| الأكاديمية البريطانية للأفلام وجوائز فنون التلفزيون بافتا                   |         |                                               | |
| عام                                                                         | النتيجة | الجائزة                                       | عن الفئة / المتلقي |
| 2009                                                                        | فاز بـ  | جائزة بافتا الأفلام                           | أفضل تصوير سينمائي أنطوني دود مانتيل |
| 2009                                                                        | فاز بـ  | جائزة بافتا الأفلام                           | أفضل مخرج داني بويل |
| 2009                                                                        | فاز بـ  | جائزة بافتا الأفلام                           | أفضل توليف كريس ديكنز |
| 2009                                                                        | فاز بـ  | جائزة بافتا الأفلام                           | أفضل فيلم كريستيان كولسون |
| 2009                                                                        | فاز بـ  | جائزة بافتا الأفلام                           | أفضل موسيقى إيه. آر. رحمان |
| 2009                                                                        | فاز بـ  | جائزة بافتا الأفلام                           | أفضل سيناريو متبنى سايمون بوفوي |
| 2009                                                                        | فاز بـ  | جائزة بافتا الأفلام                           | أفضل هندسة صوت غلين فريمانتل ريسول بوكوتي ريتشارد برايك توم سايرز يان تاب |
| 2009                                                                        | ترشح لـ | جائزة بافتا الأفلام                           | أفضل ممثل أساسي ديف باتل |
| 2009                                                                        | ترشح لـ | جائزة بافتا الأفلام                           | أفضل تصميم إنتاجي مارك دكبي ميشيل داي |
| 2009                                                                        | ترشح لـ | جائزة بافتا الأفلام                           | أفضل ممثلة مساعدة فريدا بينتو |
| 2009                                                                        | ترشح لـ | جائزة بافتا الأفلام                           | أبرز فيلم بريطاني كريستيان كولسون داني بويل سايمون بيوفوي |
| جوائز البكرة السوداء                                                        |         |                                               | |
| عام                                                                         | النتيجة | الجائزة                                       | عن الفئة / المتلقي |
| 2008                                                                        | فاز بـ  | جائزة البكرة السوداء                          | أفضل ممثل ديف باتل |
| 2008                                                                        | فاز بـ  | جائزة البكرة السوداء                          | أفضل أداء لممثل صاعد ديف باتل |
| 2008                                                                        | فاز بـ  | جائزة البكرة السوداء                          | أفضل موسيقى تصويرية |
| 2008                                                                        | ترشح لـ | جائزة البكرة السوداء                          | أفضل مجموعة ديف باتل فريدا بينتو مدهور ميتال أنيل كابور عرفان خان تانيا خيدا |
| جوائز نقاد مجتمع بوسطن                                                      |         |                                               | |
| عام                                                                         | النتيجة | الجائزة                                       | عن الفئة / المتلقي |
| 2008                                                                        | فاز بـ  | جائزة نقاد مجتمع بوسطن                        | أفضل توليف كريس ديكنز |
| 2008                                                                        | فاز بـ  | جائزة نقاد مجتمع بوسطن                        | أفضل صورة |
| جوائز بريطانيا للأفلام المستقلة                                             |         |                                               | |
| عام                                                                         | النتيجة | الجائزة                                       | عن الفئة / المتلقي |
| 2008                                                                        | فاز بـ  | جائزة بريطانيا للأفلام المستقلة               | فيلم بريطانيا المستقل |
| 2008                                                                        | فاز بـ  | جائزة بريطانيا للأفلام المستقلة               | أفضل مخرج داني بويل |
| 2008                                                                        | فاز بـ  | جائزة بريطانيا للأفلام المستقلة               | أفضل ممثل واعد ديف باتل |
| 2008                                                                        | ترشح لـ | جائزة بريطانيا للأفلام المستقلة               | أفضل سيناريو سايمون بوفوي |
| 2008                                                                        | ترشح لـ | جائزة بريطانيا للأفلام المستقلة               | أفضل إنجاز تقني أنطوني دود مانتيل (عن التصوير السينمائي) |
| 2008                                                                        | ترشح لـ | جائزة بريطانيا للأفلام المستقلة               | أفضل ممثل واعد أيوش ماهيش خدكار |
| جوائز جمعية النقاد للأفلام المذاعة                                          |         |                                               | |
| عام                                                                         | النتيجة | الجائزة                                       | عن الفئة / المتلقي |
| 2009                                                                        | فاز بـ  | جائزة اختيار النقاد                           | أفضل مؤلف موسيقي إيه. آر. رحمان |
| 2009                                                                        | فاز بـ  | جائزة اختيار النقاد                           | أفضل مخرج داني بويل |
| 2009                                                                        | فاز بـ  | جائزة اختيار النقاد                           | أفضل صورة |
| 2009                                                                        | فاز بـ  | جائزة اختيار النقاد                           | أفضل كاتب سايمون بوفوي |
| 2009                                                                        | فاز بـ  | جائزة اختيار النقاد                           | أفضل ممثل شاب أو شابة (تحت سن 21) ديف باتل |
| 2009                                                                        | ترشح لـ | جائزة اختيار النقاد                           | أفضل أغنية سوخفيندر سينخ إيه. آر. رحمان غولاز عن أغنية " يا هو " |
| جائزة مهرجان الفيلم الدولي لفنون السينما كامرإيماج                          |         |                                               | |
| عام                                                                         | النتيجة | الجائزة                                       | عن الفئة / المتلقي |
| 2008                                                                        | فاز بـ  | الضفدع الذهبي - غولدن فروغ                    | أنطوني دود مانتيل |
| جمعية وسط أوهايو لنقاد الأفلام سوفكا                                        |         |                                               | |
| عام                                                                         | النتيجة | الجائزة                                       | عن الفئة / المتلقي |
| 2009                                                                        | فاز بـ  | جائزة سوفكا                                   | أفضل مخرج داني بويل |
| 2009                                                                        | فاز بـ  | جائزة سوفكا                                   | أفضل سيناريو متبنى سايمون بوفوي |
| مهرجان شيكاغو السينمائي الدولي شفكا                                         |         |                                               | |
| عام                                                                         | النتيجة | الجائزة                                       | عن الفئة / المتلقي |
| 2008                                                                        | فاز بـ  | جائزة شفكا                                    | أفضل مخرج داني بويل |
| 2008                                                                        | فاز بـ  | جائزة شفكا                                    | أفضل سيناريو متبنى سايمون بوفوي |
| 2008                                                                        | فاز بـ  | جائزة شفكا                                    | المؤدي الأكثر وعادة ديف باتل |
| 2008                                                                        | ترشح لـ | جائزة شفكا                                    | أفضل تصوير سينمائي أنطوني دود مانتيل |
| 2008                                                                        | ترشح لـ | جائزة شفكا                                    | أفضل تأليف أساسي إيه. آر. رحمان |
| 2008                                                                        | ترشح لـ | جائزة شفكا                                    | أفضل صورة |
| مهرجان شيكاغو السينمائي الدولي                                              |         |                                               | |
| عام                                                                         | النتيجة | الجائزة                                       | عن الفئة / المتلقي |
| 2008                                                                        | فاز بـ  | جائزة اختيار الجمهور                          | داني بويل |
| مجتمع السينما السمعية، الولايات المتحدة الأمريكية ساس                       |         |                                               | |
| عام                                                                         | النتيجة | الجائزة                                       | عن الفئة / المتلقي |
| 2009                                                                        | فاز بـ  | جائزة ساس                                     | أبرز إنجاز في المكسجة الصوتية لفيلم ريسول بوكوتي (ميكساج إنتاجي) يان تاب (ميكساج تسجيلي) ريتشارد برايك (ميكساج تسجيلي)                                                                     |
| جوائز نقابة مصممي الملابس كدغ                                               |         |                                               | |
| عام                                                                         | النتيجة | الجائزة                                       | عن الفئة / المتلقي |
| 2009                                                                        | فاز بـ  | جائزة كدغ                                     | امتياز تصميم الملابس لفيلم (معاصر) سوتيرات أنا لارلاب |
| جوائز جمعية دالاس – فورت لنقاد الأفلام القيمة                               |         |                                               | |
| عام                                                                         | النتيجة | الجائزة                                       | عن الفئة / المتلقي |
| 2008                                                                        | فاز بـ  | جائزة جمعية دالاس – فورت لنقاد الأفلام القيمة | أفضل مخرج داني بويل |
| 2008                                                                        | فاز بـ  | جائزة جمعية دالاس – فورت لنقاد الأفلام القيمة | أفضل صورة |
| نقابة المخرجين الأمريكيين دغا                                               |         |                                               | |
| عام                                                                         | النتيجة | الجائزة                                       | عن الفئة / المتلقي |
| 2009                                                                        | ترشح لـ | جائزة دغا                                     | أبرز إنجاز إخراجي لفيلم داني بويل |
| جوائز أمسية الأفلام البريطانية القياسية                                     |         |                                               | |
| عام                                                                         | النتيجة | الجائزة                                       | عن الفئة / المتلقي |
| 2009                                                                        | فاز بـ  | جائزة أمسية الأفلام البريطانية القياسية       | أفضل إنجاز تقني مارك دكبي (مصمم إنتاج) |
| جوائز حلقة فلوريدا لنقاد الأفلام                                            |         |                                               | |
| عام                                                                         | النتيجة | الجائزة                                       | عن الفئة / المتلقي |
| 2008                                                                        | فاز بـ  | جائزة حلقة فلوريدا لنقاد الأفلام              | أفضل مخرج داني بويل |
| 2008                                                                        | فاز بـ  | جائزة حلقة فلوريدا لنقاد الأفلام              | أفضل صورة |
| 2008                                                                        | فاز بـ  | جائزة حلقة فلوريدا لنقاد الأفلام              | أفضل سيناريو سايمون بوفوي |
| جوائز الكرة الذهبية غولدن غلوب، الولايات المتحدة الأمريكية                  |         |                                               | |
| عام                                                                         | النتيجة | الجائزة                                       | عن الفئة / المتلقي |
| 2009                                                                        | فاز بـ  | الكرة الذهبية غولدن غلوب                      | أفضل مخرج لفيلم داني بويل |
| 2009                                                                        | فاز بـ  | الكرة الذهبية غولدن غلوب                      | أفضل فيلم – دراما |
| 2009                                                                        | فاز بـ  | الكرة الذهبية غولدن غلوب                      | أفضل تأليف أساسي لفيلم إيه. آر. رحمان |
| 2009                                                                        | فاز بـ  | الكرة الذهبية غولدن غلوب                      | أفضل سيناريو لفيلم سايمون بوفوي |
| جوائز الصورة                                                                |         |                                               | |
| عام                                                                         | النتيجة | الجائزة                                       | عن الفئة / المتلقي |
| 2009                                                                        | فاز بـ  | جائزة الصورة                                  | أبرز فيلم مستقل |
| 2009                                                                        | ترشح لـ | جائزة الصورة                                  | أبرز ممثل مساعد في فيلم ديف باتل |
| جوائز حلقة مدينة كانساس لنقاد الأفلام                                       |         |                                               | |
| عام                                                                         | النتيجة | الجائزة                                       | عن الفئة / المتلقي |
| 2009                                                                        | فاز بـ  | جائزة حلقة مدينة كانساس لنقاد الأفلام         | أفضل فيلم |
| 2009                                                                        | فاز بـ  | جائزة حلقة مدينة كانساس لنقاد الأفلام         | أفضل سيناريو متبنى سايمون بوفوي |
| جوائز حلقة لندن لنقاد الأفلام                                               |         |                                               | |
| عام                                                                         | النتيجة | الجائزة                                       | عن الفئة / المتلقي |
| 2009                                                                        | فاز بـ  | جائزة حلقة لندن لنقاد الأفلام                 | مخرج بريطانيا لهذا العام داني بويل |
| 2009                                                                        | فاز بـ  | جائزة حلقة لندن لنقاد الأفلام                 | فيلم بريطانيا لهذا العام |
| 2009                                                                        | فاز بـ  | جائزة حلقة لندن لنقاد الأفلام                 | كاتب السيناريو لهذا العام سايمون بوفوي |
| 2009                                                                        | ترشح لـ | جائزة حلقة لندن لنقاد الأفلام                 | ممثل بريطانيا لهذا العام ديف باتل |
| 2009                                                                        | ترشح لـ | جائزة حلقة لندن لنقاد الأفلام                 | مخرج هذا العام داني بويل |
| جوائز جمعية لوس أنجيليس لنقاد الأفلام لافكا                                 |         |                                               | |
| عام                                                                         | النتيجة | الجائزة                                       | عن الفئة / المتلقي |
| 2008                                                                        | فاز بـ  | جائزة لافكا                                   | أفضل مخرج داني بويل |
| مهندسو الصوت للأفلام، الولايات المتحدة الأمريكية                            |         |                                               | |
| عام                                                                         | النتيجة | الجائزة                                       | عن الفئة / المتلقي |
| 2009                                                                        | فاز بـ  | جائزة البكرة الذهبية غولدن ريل                | أفضل توليف صوتي (مؤثرات صوتية)وأفضل تقنية فوليي وأفضل حوار بتقنية أي دي أر لفيلم أجنبي متميز                                                                                               |
| 2009                                                                        | ترشح لـ | جائزة البكرة الذهبية غولدن ريل                | أفضل هندسة صوتية (موسيقى- لفيلم مميز) |
| الهيئة الوطنية للمراجعة، الولايات المتحدة الأمريكية نبر                     |         |                                               | |
| عام                                                                         | النتيجة | الجائزة                                       | عن الفئة / المتلقي |
| 2008                                                                        | فاز بـ  | جائزة نبر                                     | أفضل أداء صاعد - ذكر ديف باتل |
| 2008                                                                        | فاز بـ  | جائزة نبر                                     | أفضل فيلم |
| 2008                                                                        | فاز بـ  | جائزة نبر                                     | أفضل سيناريو متبنى سايمون بوفوي |
| جوائز المجتمع الوطني لنقاد الأفلام نيفكس                                    |         |                                               | |
| عام                                                                         | النتيجة | الجائزة                                       | عن الفئة / المتلقي |
| 2009                                                                        | فاز بـ  | جائزة نيفكس                                   | أفضل تصوير سينمائي أنطوني دود مانتيل |
| جوائز حلقة نيويورك لنقاد الأفلام                                            |         |                                               | |
| عام                                                                         | النتيجة | الجائزة                                       | عن الفئة / المتلقي |
| 2008                                                                        | فاز بـ  | جوائز حلقة نيويورك لنقاد الأفلام              | أفضل تصوير سينمائي أنطوني دود مانتيل |
| جوائز مجتمع النقاد للأفلام الأون لاين وفكس                                  |         |                                               | |
| عام                                                                         | النتيجة | الجائزة                                       | عن الفئة / المتلقي |
| 2009                                                                        | ترشح لـ | جائزة وفكس                                    | أفضل مخرج داني بويل |
| 2009                                                                        | ترشح لـ | جائزة وفكس                                    | أفضل صورة |
| 2009                                                                        | ترشح لـ | جائزة وفكس                                    | أفضل سيناريو متبنى سايمون بوفوي |
| جوائز الغار الذهبي لنقابة المنتجين بجا                                      |         |                                               | |
| عام                                                                         | النتيجة | الجائزة                                       | عن الفئة / المتلقي |
| 2009                                                                        | فاز بـ  | جائزة الإنتاج السينمائي لهذا العام            | أفضل إنتاج لإصدار مسرحي كريستيان كولسون |
| جوائز مجتمع العنقاء لنقاد الأفلام ففكس                                      |         |                                               | |
| عام                                                                         | النتيجة | الجائزة                                       | عن الفئة / المتلقي |
| 2008                                                                        | فاز بـ  | جائزة ففكس                                    | أفضل مخرج داني بويل |
| 2008                                                                        | فاز بـ  | جائزة ففكس                                    | أفضل توليف كريس ديكنز |
| 2008                                                                        | فاز بـ  | جائزة ففكس                                    | أفضل أداء شبابي فئة الذكور أيوش ماهيش خدكار |
| 2008                                                                        | فاز بـ  | جائزة ففكس                                    | أفضل صورة |
| 2008                                                                        | فاز بـ  | جائزة ففكس                                    | أفضل سيناريو متبنى من مادة أخرى سايمون بوفوي |
| 2008                                                                        | فاز بـ  | جائزة ففكس                                    | بريك أوت على الكاميرا ديف باتل |
| مهرجان روتردام السينمائي الدولي                                             |         |                                               | |
| عام                                                                         | النتيجة | الجائزة                                       | عن الفئة / المتلقي |
| 2009                                                                        | فاز بـ  | جائزة الجمهور                                 | داني بويل لوفيلين تاندام |
| 2009                                                                        | فاز بـ  | جائزة نطاق الأفلام موفي زون                   | داني بويل لوفيلين تاندام |
| جوائز ساتيلايت                                                              |         |                                               | |
| عام                                                                         | النتيجة | الجائزة                                       | عن الفئة / المتلقي |
| 2008                                                                        | فاز بـ  | جائزة ساتيلايت                                | أفضل مخرج داني بويل |
| 2008                                                                        | فاز بـ  | جائزة ساتيلايت                                | أفضل صورة لفيلم دراما |
| 2008                                                                        | فاز بـ  | جائزة ساتيلايت                                | أفضل تأليف أساسي إيه. آر. رحمان |
| 2008                                                                        | ترشح لـ | جائزة ساتيلايت                                | أفضل توليف كريس ديكنز |
| 2008                                                                        | ترشح لـ | جائزة ساتيلايت                                | أفضل أغنية أساسية إيه. آر. رحمان غولاز عن أغنية " يا هو " |
| 2008                                                                        | ترشح لـ | جائزة ساتيلايت                                | أفضل سيناريو متبنى سايمون بوفوي |
| جوائز نقابة ممثلي الشاشة                                                    |         |                                               | |
| عام                                                                         | النتيجة | الجائزة                                       | عن الفئة / المتلقي |
| 2009                                                                        | فاز بـ  | جائزة الممثل                                  | الطاقم الأبرز أداءً في فيلم روبيانا علي تانيا خيدا أشوتوش لوبو كاجيوالا أزهار الدين محمد اسما عيل أنيل كابور عرفان خان أيوش ماهيش خدكار تافي كانيش لونكار مادهور ميتال ديف باتل فريدا بينتو |
| 2009                                                                        | ترشح لـ | جائزة الممثل                                  | أبرز أداء تمثيلي لممثل في دور مساند ديف باتل |
| جوائز الجمعية الجنوبية الشرقية لنقاد الأفلام سيفكا                          |         |                                               | |
| عام                                                                         | النتيجة | الجائزة                                       | عن الفئة / المتلقي |
| 2008                                                                        | فاز بـ  | جائزة سيفكا                                   | أفضل مخرج داني بويل |
| 2008                                                                        | فاز بـ  | جائزة سيفكا                                   | أفضل سيناريو متبنى سايمون بوفوي |
| مهرجان سانت لويس السينمائي الدولي                                           |         |                                               | |
| عام                                                                         | النتيجة | الجائزة                                       | عن الفئة / المتلقي |
| 2008                                                                        | فاز بـ  | جائزة اختيار الجمهور                          | أفضل تميُّز دولي داني بويل |
| مهرجان تورونتو السينمائي الدولي                                             |         |                                               | |
| عام                                                                         | النتيجة | الجائزة                                       | عن الفئة / المتلقي |
| 2008                                                                        | فاز بـ  | جائزة اختيار الجمهور                          | داني بويل |
| جائزة السكر يبت من جامعة ساوث كاليفورنيا يسك                                |         |                                               | |
| عام                                                                         | النتيجة | الجائزة                                       | عن الفئة / المتلقي |
| 2009                                                                        | فاز بـ  | جائزة يسك سكر يبتر                            | سايمون بوفوي (كاتب سيناريو) فيكاس سوارب (كاتب روائي) |
| نقابة الكتّأب الأمريكية                                                      |         |                                               | |
| عام                                                                         | النتيجة | الجائزة                                       | عن الفئة / المتلقي |
| 2009                                                                        | فاز بـ  | جائزة نقابة الكتّأب الأمريكية (شاشة)           | أفضل سيناريو متبنى سايمون بوفوي |
| جوائز مجتمع سان دييغو لنقاد الأفلام سدفكسا                                  |         |                                               | |
| عام                                                                         | النتيجة | الجائزة                                       | عن الفئة / المتلقي |
| 2008                                                                        | فاز بـ  | جائزة سدفكسا                                  | أفضل تصوير سينمائي أنطوني دود مانتيل |
| 2008                                                                        | فاز بـ  | جائزة سدفكسا                                  | أفضل مخرج داني بويل |
| 2008                                                                        | فاز بـ  | جائزة سدفكسا                                  | أفضل توليف كريس ديكنز |
| 2008                                                                        | فاز بـ  | جائزة سدفكسا                                  | أفضل صورة |
| 2008                                                                        | فاز بـ  | جائزة سدفكسا                                  | أفضل نتيجة إيه. آر. رحمان |
| 2008                                                                        | فاز بـ  | جائزة سدفكسا                                  | أفضل نص متبنى سايمون بوفوي |
| جوائز مؤسسة منطقة واشنطن دي سي لنقاد الأفلام وافكا                          |         |                                               | |
| عام                                                                         | النتيجة | الجائزة                                       | عن الفئة / المتلقي |
| 2008                                                                        | فاز بـ  | جائزة وافكا                                   | أفضل سيناريو متبنى سايمون بوفوي |
| 2008                                                                        | فاز بـ  | جائزة وافكا                                   | أفضل أداء صاعد ديف باتل |
| 2008                                                                        | فاز بـ  | جائزة وافكا                                   | أفضل مخرج داني بويل |
| 2008                                                                        | فاز بـ  | جائزة وافكا                                   | أفضل فيلم |
| أكاديمية أفلام الخيال العلمي والفانتازيا والرعب، الولايات المتحدة الأمريكية |         |                                               | |
| عام                                                                         | النتيجة | الجائزة                                       | عن الفئة / المتلقي |
| 2009                                                                        | ترشح لـ | جائزة ساتورن                                  | أفضل فيلم دولي |
| 2009                                                                        | ترشح لـ | جائزة ساتورن                                  | أفضل أداء لممثل شاب ديف باتل |
| جوائز حلقة أستراليا لنقاد الأفلام فكسا                                      |         |                                               | |
| عام                                                                         | النتيجة | الجائزة                                       | عن الفئة / المتلقي |
| 2009                                                                        | فاز بـ  | جائزة فكسا                                    | أفضل فيلم أجنبي لغة إنكليزية داني بويل |
| جوائز إم تي في الأفلام                                                      |         |                                               | |
| عام                                                                         | النتيجة | الجائزة                                       | عن الفئة / المتلقي |
| 2009                                                                        | ترشح لـ | جائزة إم تي في الأفلام                        | أفضل قبلة ديف باتل فريدا بينتو |
| 2009                                                                        | ترشح لـ | جائزة إم تي في الأفلام                        | أفضل فيلم |
| 2009                                                                        | ترشح لـ | جائزة إم تي في الأفلام                        | أفضل أغنية من فيلم إيه. آر. رحمان |
| 2009                                                                        | ترشح لـ | جائزة إم تي في الأفلام                        | أفضل لحظة وتف أيوش ماهيش خدكار |
| 2009                                                                        | ترشح لـ | جائزة إم تي في الأفلام                        | أفضل أداء صاعد فئة الإناث فريدا بينتو |
| 2009                                                                        | ترشح لـ | جائزة إم تي في الأفلام                        | أفضل أداء صاعد فئة الذكور ديف باتل |

تبصرة: خففت العبارات والأسماء أي اختصارها بشكل سماعي وذلك بحسب طريقة لفظها في لغتها الأصلية، فمثلا شيكا هي تخفيف للجملة الإنكليزية شيكاغو فيلم كريتكس اسوسييشن (بالإنجليزية: Chicago Film Critics Association) رغم أن الأمريكيين يختصرونها بالإنسيالسم CFCA.